# 千山山梅花
千山山梅花（学名：Philadelphus tsianschanensis）为虎耳草科山梅花属下的一个种。

## 扩展阅读
- 維基物種上的相關：千山山梅花